# Gérard Dionne
Gérard Dionne (* 19. Juni 1919 in Saint-Basile im Madawaska County; † 13. Mai 2020 in Edmundston) war ein kanadischer Geistlicher und römisch-katholischer Bischof von Edmundston.

## Leben
Gérard Dionne studierte an den Priesterseminaren in Beauce und Halifax. Am 1. Mai 1948 empfing er durch Bischof Marie-Antoine Roy OFM das Sakrament der Priesterweihe für das Bistum Edmundston. Am römischen Angelicum absolvierte er ein Doktoratsstudium in kanonischem Recht. Er war Vikar, später Pfarrer in Edmundston, New Brunswick. Neben anderen pastoralen Aufgaben war er Kaplan im Provinzhaus der Maristenschwestern sowie bei den Eucharistinerinnen, beide in Edmundston, und den Scholastikerinnen der Hospitalisten des Heiligen Josef in Saint-Basile. In der Canadian Conference of Catholic Bishops (CCCB) hatte er zahlreiche Ämter inne. Er war von 1967 bis 1971 Leiter des Büros für Lateinamerika.
Papst Paul VI. ernannte ihn am 29. Januar 1975 zum Weihbischof in Sault Sainte Marie sowie zum Titularbischof von Garba. Der Bischof von Sault Sainte Marie, Alexander Carter, spendete ihm am 8. April desselben Jahres die Bischofsweihe; Mitkonsekratoren waren Fernand Lacroix CIM, Bischof von Edmundston, und Pieter Antoon Nierman, Erzbischof von Sherbrooke. Am 26. November 1983 wurde er von Papst Johannes Paul II. zum Bischof von Edmundston ernannt und am 29. Januar des nächsten Jahres in dieses Amt eingeführt. Dionne war Vizepräsident, später President der Atlantic Episcopal Assembly (AEA).
Am 20. Oktober 1993 nahm Papst Johannes Paul II. seinen altersbedingten Rücktritt an. Gérard Dionne starb im Mai 2020 im Alter von 100 Jahren im Regionalkrankenhaus von Edmundston.